# Toshio Hirabayashi
Toshio Hirabayashi (平林 俊夫 Hirabayashi Toshio?) fue un futbolista japonés que se desempeñaba como centrocampista.
Hirabayashi fue elegido para integrar la selección nacional de Japón para los Juegos del Lejano Oriente de 1923, donde disputó 2 encuentros.

## Trayectoria

### Clubes
| Club     | País  | Año  |
| -------- | ----- | ---- |
| Osaka SC | Japón | ???? |

### Selección nacional
| Selección | País  | Año  |
| --------- | ----- | ---- |
| Absoluta  | Japón | 1923 |

## Estadística de equipo nacional
| Selección de Japón | Selección de Japón | Selección de Japón |
| Año                | Part.              | Goles              |
| ------------------ | ------------------ | ------------------ |
| 1923               | 2                  | 0                  |
| Total              | 2                  | 0                  |